# Nitzer Ebb
Nitzer Ebb — EBM группа, основана в 1982 году в городе Челмсфорд, в Англии, школьными друзьями Дугласом МакКарти (Douglas J. McCarthy) (вокал, синтезатор, гитара), Боном Харрисом (Vaughan (Bon) John Harris) (программирование, синтезатор, перкуссия, доп. вокал, гитара, бас) и Дэвидом Гудэем (David Gooday) (ударные, вокал).
Название группы ничего конкретного не означает, являясь просто анаграммой слов и букв «в немецком стиле».

## История
Парни были вдохновлены звуком ранней техно-поп сцены и других электронных жанров, особенно постпанка, что дало им определенную почву для создания своего звука. Начав свою деятельность, группа приступила к покорению местных клубов. На своих концертах Nitzer Ebb запоминались агрессией, мощными битами, милитаризованными образами. Быстрыми темпами они покоряли всю Англию.
Группа выпустила свою демо-версию Basic Pain Procedure в 1983 году, но прошло два года, прежде чем они встретили продюсера PWL Фила Хардинга, который продюсировал их дебютный сингл 1985 года «Isn’t It Funny How Your Body Works?», который поступил в продажу 7 января 1985 года. За ним последовал двойной сайд — сингл — «Warsaw Ghetto/So Bright, So Strong». Чуть позже вышел EP «Let Your Body Learn»/«Get Clean». Все это привело к тому, что парни быстро заняли очень хорошее положение на альтернативной Европейской сцене. Звук группы был позже охарактеризован как зарождавшийся тогда жанр EBM.
Они выпустили еще три сингла  "Warsaw Ghetto" (1985), "Warsaw Ghetto Remixes" (1986) и "Let Your Body Learn" (1986), прежде чем подписать контракт с «Mute Records» в 1986 году.  Где сперва были сделаны новые записи, такие как  EP: «Murderous» (1986), «Let Your Body Learn» (1987), «Join In The Chant» (1987). В этом же году вышел дебютный альбом — «That Total Age (1987)», который закрепил статус группы в Европе и принес им огромный успех. Так, например, возникло сотрудничество с лейблом Depeche Mode во время их Европейского тура, в котором Nitzer Ebb активно принимали участие.
Вскоре проект покинул Дэвид, и вместо него поставили нового ударника по имени Nguyen Duc Nhan. А место Фила Хардинга занял Марк Эллис (Flood), известный по работе с Depeche Mode, U2 и Erasure, который участвовал в создании новых песен ещё на стадии их написания. Так был записан альбом «Belief» (1989), до сих пор считающийся самым «классическим» у группы.
Наступали 90-е. Звук третьего LP «Showtime» (1990) пришёлся по вкусу слушателям из США. Так, даже дедушка фанка — Джордж Клинтон сделал ремикс к синглу «Fun To Be Had», который очень быстро занял 2-е место в альтернативных чартах США. Открывающая альбом песня «Getting Closer» была исполнена дуэтом МакКарти-Харрис, и на концертах она всегда является одним из самых ярких номеров шоу.
Переходным этапом от старого звучания к новому стала EP «As Is» (1991), состоящая из четырёх треков, сведение которых группа доверила четырём разным людям из мира электронной музыки: Jaz Coleman, Barry Adamsom, Alan Wilder и Marc Ellis (Flood). Звучание группы стало более насыщенным, разноплановым, это были уже не просто кричалки с постоянно повторяющимися фразами, как на ранних альбомах. Песни начинают приобретать более традиционную структуру: куплет-припев-куплет. В звуковую палитру добавляются электрогитары, джазовые мотивы, духовые инструменты (появившиеся ещё в песне Lightning Man с предыдущего лонг-плея), что особенно явно проявляется в звучании открывающего трека - Family Man - быстрой, ритмичной, гитарной.
В 1991 году вышел LP — «Ebbhead», в котором звучание группы в очередной раз подверглось изменениям. Типичные индустриальные биты теперь стали чуть помедленнее и к этому сплаву прилагались гитарные сэмплы. Помимо Flood’а над альбомом в качестве сопродюсера поработал Алан Уайлдер (Depeche Mode).
С 1991 года по 1992 группа совершила мировое турне от юга США до Сибири (в сибирском городе Барнаул был организован единственный концерт в СССР). Очень успешное турне могло привести к тому, чтобы группу записали в мейнстрим-исполнителей. Но этого не случилось.
В 1995 году происходила очередная смена драммеров и продюсеров. Дуглас и Бон постоянно ругались между собой, группа находилась в состоянии постоянных конфликтов и неуладок. Но все же LP «Big Hit» был записан.
Но это был уже не тот Nitzer Ebb, что так завораживал фанатов EBM. Вместо синтезаторов на концерты выходила очередная рок-группа. Кому-то это было по душе, а кому-то нет. В конце концов многие даты с тура 1995 года были отменены. А группа расформирована.
Но вот, после многих лет молчания, появились слухи, о том, что Nitzer Ebb все-таки возвращаются на сцену. Так группа устроила очередное мировое турне в 2006 году вместе с барабанщицей Кортни Кляйн. И на этот раз всё выглядело как в старые добрые времена. В этом же году Nitzer Ebb выпустили компиляцию — сборник «лучшего» на диске «Body Of Work (1984—1997)» и сборник ремиксов на диске — «Body Rework». После успешного «Reunion»-тура, парни продолжили студийную работу над новым материалом в своей студии в Лос Анджелесе, параллельно выпуская новые песни на различных сборниках (и, разумеется, играя их во время шоу), а Дуглас — также, участвуя в различных сольных проекта.
В 2010 году группа выступала на разогреве Depeche Mode в Киеве, Санкт-Петербурге и Москве.
Весной 2011-го выходит мини-альбом

## Дискография

### Альбомы
- 1987 «That Total Age»
- 1989 «Belief»
- 1990 «Showtime»
- 1991 «Ebbhead»
- 1995 «Big Hit»
- 2009 «Industrial Complex» (tour edition — promo)
- 2010 «Industrial Complex» (2 CD)

### Синглы
- 1985 «Isn’t It Funny How Your Body Works»
- 1985 «Warsaw Ghetto»
- 1985 «So Bright, So Strong»
- 1986 «Get Clean»
- 1986 «Murderous»
- 1987 «Let Your Body Learn»
- 1987 «Join In The Chant»
- 1988 «Control I’m Here»
- 1989 «Hearts And Minds»
- 1989 «Shame»
- 1990 «Lightning Man»
- 1990 «Fun To Be Had»
- 1990 «Getting Closer»
- 1991 «I Give To You»
- 1991 «Godhead»
- 1992 «Ascend»
- 1995 «Kick It»
- 1995 «I Thought»

### EP
- 1989 «The Machineries Of Joy» (Die Krupps with Nitzer Ebb)
- 1991 «As Is» (Family Man / Come Alive / Love Sick / Higher)
- 2011 «Join In The Rhythm Of Machines» NE + DK (EP)

### Компиляции, саундтреки
- 1988 «So Bright So Strong» (early years 1984 - 1986)
- 1992 «All States Promo»
- 2006 «Body of Work» (1984 - 1997)
- 2006 «Body Rework» (remixes)
- 2008 «The Saw IV» (OST), трек Payroll (John O Mix)
- 2009 «The Saw VI» (OST), трек Never Known
- 2010 «The Saw 3D» (OST), трек Promises
- 2010 «In Order» (B-sides & rare mixes 1986-1995)
- 2018 «1982-2010» (Almost compete catalogue with some rarities)

### Демо, нереализованные, студийные рабочие треки
- 1983 «Basic Pain Procedure» (demo cassette) [side A] / Live At CIHE, Chelmsford (December 9, 1983) [side B]

### Видео
- 1987 «Murderous»
- 1987 «Let Your Body Learn»
- 1988 «Control I’m Here»
- 1989 «Hearts and Minds»
- 1989 «Shame»
- 1989 «The Machineries Of Joy» Die Krupps feat. Nitzer Ebb
- 1990 «Lightning Man»
- 1990 «Fun To Be Had»
- 1991 «Family Man»
- 1991 «I Give To You»
- 1992 «Godhead»
- 1992 «Ascend»
- 1995 «Kick It»
- 1995 «I Thought»

## Сольные и сайд-проекты

### Дуглас МакКарти
Участие в проекте Алана Уайлдера (Уайлдер, Алан) Recoil
- 1991 «Faith Healer» — single EP
- 1992 «Bloodline» — LP, трек Faith Healer
- 1997 «Unsound Methods» — LP, треки Incubus, Stalker
- 1997 «Drifting» — single, additional speaking
- 1997 «Stalker/Missing Piece» — single

Совместный проект с Теренсом Фиксмером  (Terence Fixmer) — F/M Fixmer/McCarthy)
- 2004 «Between The Devil» — LP
- 2008 «Into The Night» — LP

Участие в треках других групп:
- 2006 1x1 — Motor
- 2006 Wahre Arbeit, Wahrer Lohn — Die Krupps live at M'era Luna Festival
- 2006 Wahre Arbeit, Wahrer Lohn (Memphis Remix) — Die Krupps
- 2007 You Never Know — Kloq
- 2008 U Look Like A Gay — Homotronic
- 2008 Suiside Sister — Client
- 2008 Suiside Sister (Zip Mix) — Client
- 2009 Suicide Sister (Samuel Onervas Radio Mix) — Client
- 2009 We`re Just Phisical — Kloq
- 2012 The Knife — Motor
- 2012 The End Of Your Life, Get It — And One S.T.O.P.
- 2013  Noise — Headman VS Douglas J. McCarthy
- 2013 The Last Time — ADULT. FACT Mix 393
- 2018 Take Me Down — DJEDJOTRONIC feat. Douglas McCarthy
- 2019 Take Me Dowm (Broken English Club Remix) — DJEDJOTRONIC feat. Douglas McCarthy
- 2019 Fall Rise (Druggs Mix) — Phil Kieran / Douglas McCarthy (Optimo Music Digital Danceforce Vol 1)
- 2019 Missing / Who Killed The King — Sunz Of Ishen (White Label 12 inch Single)

Сольный альбом:
- 2012 «Kill Your Friends» 2CD (рабочее название «The Life That Is Sucking A Life From Me»)

синглы этого альбома:
- Hey
- Demon Profit
- Move On

Совместный проект с Сайрусом Рексом (Cyrus Rex):
- 2013 «DJMREX» EP1
- 2015 «DJMREX» EP2 (4xFile, FLAC, EP)

Совместный проект (Bon Harris, Cyrus Rex, Douglas McCarthy, Ken Marshall) вне рамок Nitzer Ebb
BLACK LINE
- 2017 «Treason, Sedition, And Subversive Activities» LP
- 2019 Sedition (Single, EP)
- 2019 Layers (4xFile, FLAC, EP, 24b)

### Бон Харрис
Совместные проекты:
- 1995 «Uppercut» — 13 Mg. (продюсирование, создание ремиксов)
- 1996 Too Freaky (Club Remix) — 13 Mg. «Re-Mixes» (Remix by Bon Harris and Randy Wilson)
- 1996 Too Freaky (Randy Mix) — 13 Mg. «Re-Mixes» (Remix by Bon Harris and Randy Wilson)
- 1997 «Eternacate» — 13 Mg.  (Keyboards, Programmed By, Edited By, Producer)
- 1998 «Adore» — The Smashing Pampkins (продюсирование)
- 2000 «Holy Wood (In The Shadow Of The Valley)» — Marilyn Manson (продюсирование, создание ремиксов)
- 2001 I Feel Loved (Bon Harris and Sean Beaven Final Mix No End Guitar) — Depeche Mode (ремикс)
- 2001 Musicians Are Morons (Maven Mix) — 2nd Gen, Musicians Are Morons EP (ремикс)
- 2005 A100 — Billy Corgan TheFutureEmbrace CD Album, written by Billy Corgan / Bon Harris
- 2009, 2010 Forever (Bon Harris Remix) — Julien-K Death To Digital X (Bonus disc to album Death To Analog)
- 2010 Killing Ground (Solid State mix) — Recoil (ремикс)
- 2011 O Fortuna — Bon Harris (Nitzer Ebb) Extended Remix

Сольные проекты:
Maven
2004 «Maven» mini CD
- The Candidate
- Hard On For Love
- Jesus, Mary and Jennifer Louise

2006 «Mary» CDr, Single, Promo
- Mary
- The Candidate (edit)
- In Stlil Love
- Silverbirds
- Hard On For Love feat. Marilyn Manson

The Shadow Bureau (with Jeehun Hwang)
- 2011 Axis Of Envy  feat. Isabelle Erkendal (West End Girls[7]) and Wolfgang Flür (ex-Kraftwerk) on vocals. Песня записана для саундтрека фильма "Настоящая легенда"
- 2011 Don't Give Yourself Away feat. Curt Smith (Tears for Fears), and Linda Strawberry on vocals
- 201? Loki
- 201? Molo

## Трибьюты
- 2002 «In Cover» — Volvo 242 (aka Spetznaz) swedish band live tribute
- 2005 «Muscle and Hate» — VA (Nilaihah Records)